# Veli Köse
Veli Köse (* 14. Oktober 1969 in Istanbul) ist ein türkischer Klassischer Archäologe.

## Leben
Veli Köse begann 1986 das Studium der Klassischen Archäologie an der Universität Istanbul, wo er 1993 den Magister erwarb. Von 1997 bis 1999 war er Stipendiat des Graduiertenkollegs „Formierung und Selbstdarstellung der städtischen Eliten in den Provinzen des römischen Reiches“ an der Universität zu Köln, ab 1999 Promotionsstipendiat an der Katholieke Universiteit Leuven, wo er 2001 bei Marc Waelkens mit einer Arbeit zu den Gräbern von Sagalassos promoviert wurde. Von 2002 bis 2005 hatte er eine Stelle an einem Projekt zur Erforschung des antiken Pisidien an der Universität Köln. 2007 wurde er Dozent an der Hacettepe Üniversitesi, seit 2018 ist er Professor für Klassische Archäologie an der Universität Ankara.
Er hat an zahlreichen Ausgrabungen und Surveys in der Türkei teilgenommen, so in Ainos (1988–1990), Perge (1988, 1990), Sagalassos (1991–2001), Pergamon (1992–1997), Pisidien (1995–2000), Pednelissos (2001–2011), Oinoanda (2007–2008, 2011) und Aspendos (2008–2010). Von 2011 bis 2021 leitete er die Grabungen in Aspendos.
Verheiratet ist er mit der Archäologin Lutgarde Vandeput.

## Veröffentlichungen (Auswahl)
- Nekropolen und Grabdenkmäler von Sagalassos in Pisidien in hellenistischer und römischer Zeit. Brepols, Turnhout 2005, ISBN 2-503-51371-9.
- Akkulturation in Pisidien. Bilgin Kültür ve Sanat Yayınları, Ankara 2017, ISBN 978-605-9636-26-1.